# West Milford
El municipio de West Milford (en inglés: West Milford Township) es un municipio ubicado en el condado de Passaic  en el estado estadounidense de Nueva Jersey. En el año 2010 tenía una población de 25,850 habitantes y una densidad poblacional de 124 personas por km².

## Demografía
Según la Oficina del Censo en 2000 los ingresos medios por hogar en el municipio eran de $87,502 y los ingresos medios por familia eran $97,658. Los hombres tenían unos ingresos medios de $51,105 frente a los $37,159 para las mujeres. La renta per cápita para la localidad era de $28,612. Alrededor del 4.1% de la población estaba por debajo del umbral de pobreza.